# Umm Zulajla
Umm Zulajla (arab. أم زليلة) – wieś w Syrii, w muhafazie Aleppo. W 2004 roku liczyła 768 mieszkańców.